# Sikhote-Alin

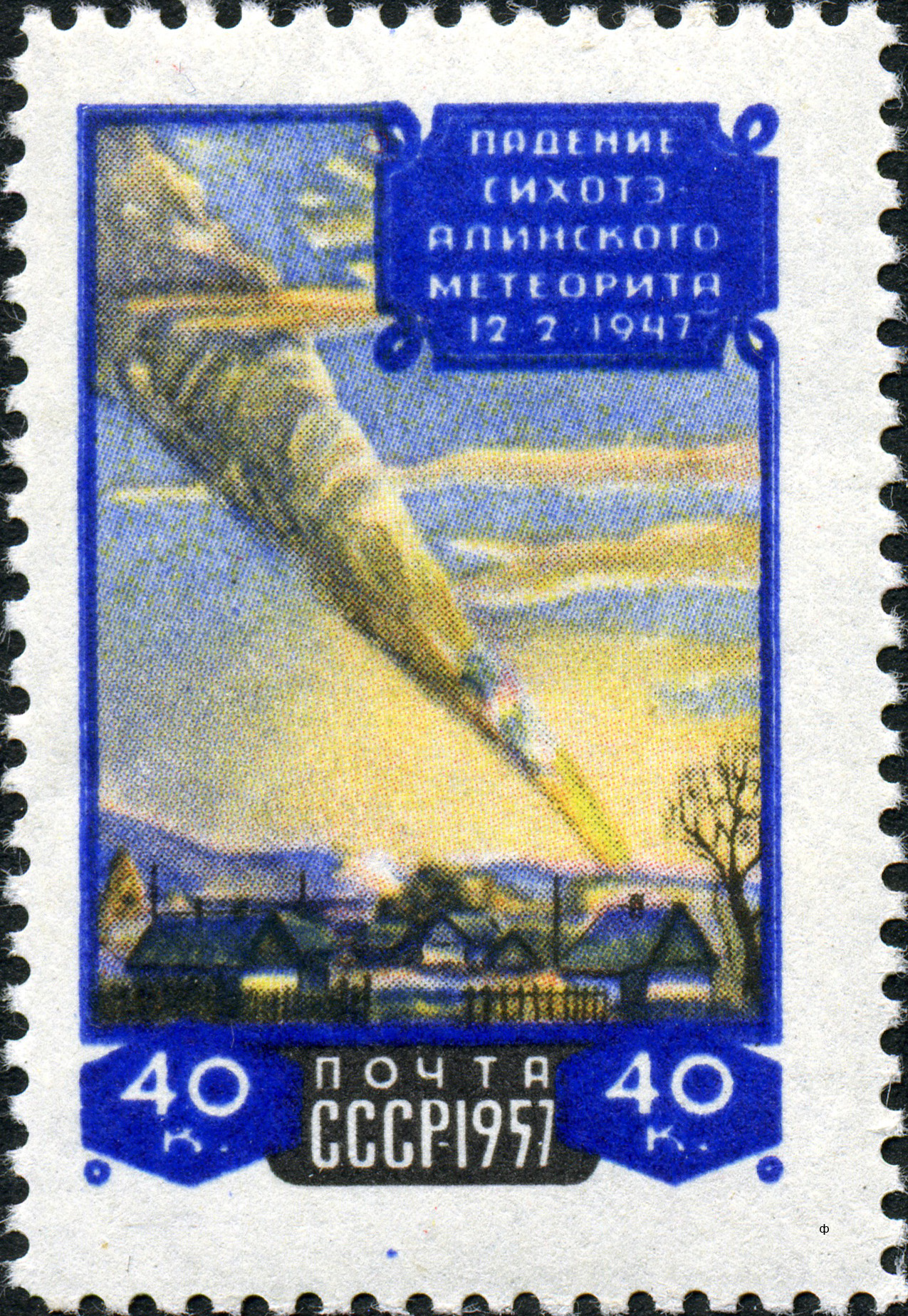
Znaczek pocztowy wydany w 1957 roku, nawiązujący do upadku meteorytu.

Sikhote-Alin – meteoryt żelazny należący do oktaedrytów bardzo gruboziarnistych typu II B lub heksaedrytów, spadły 12 lutego 1947 roku w górach Sichote-Aliń w rejonie ussuryjskim w Rosji. Meteoryt spadł w postaci deszczu meteorytowego obejmującego teren elipsy o wymiarach 4 km na 12 km. Jak dotąd zebrano w sumie 27 ton materiału meteorytowego, największy fragment ważył 1745 kg. Na miejscu spadku naliczono 122 kratery.

## Okoliczności upadku meteorytu

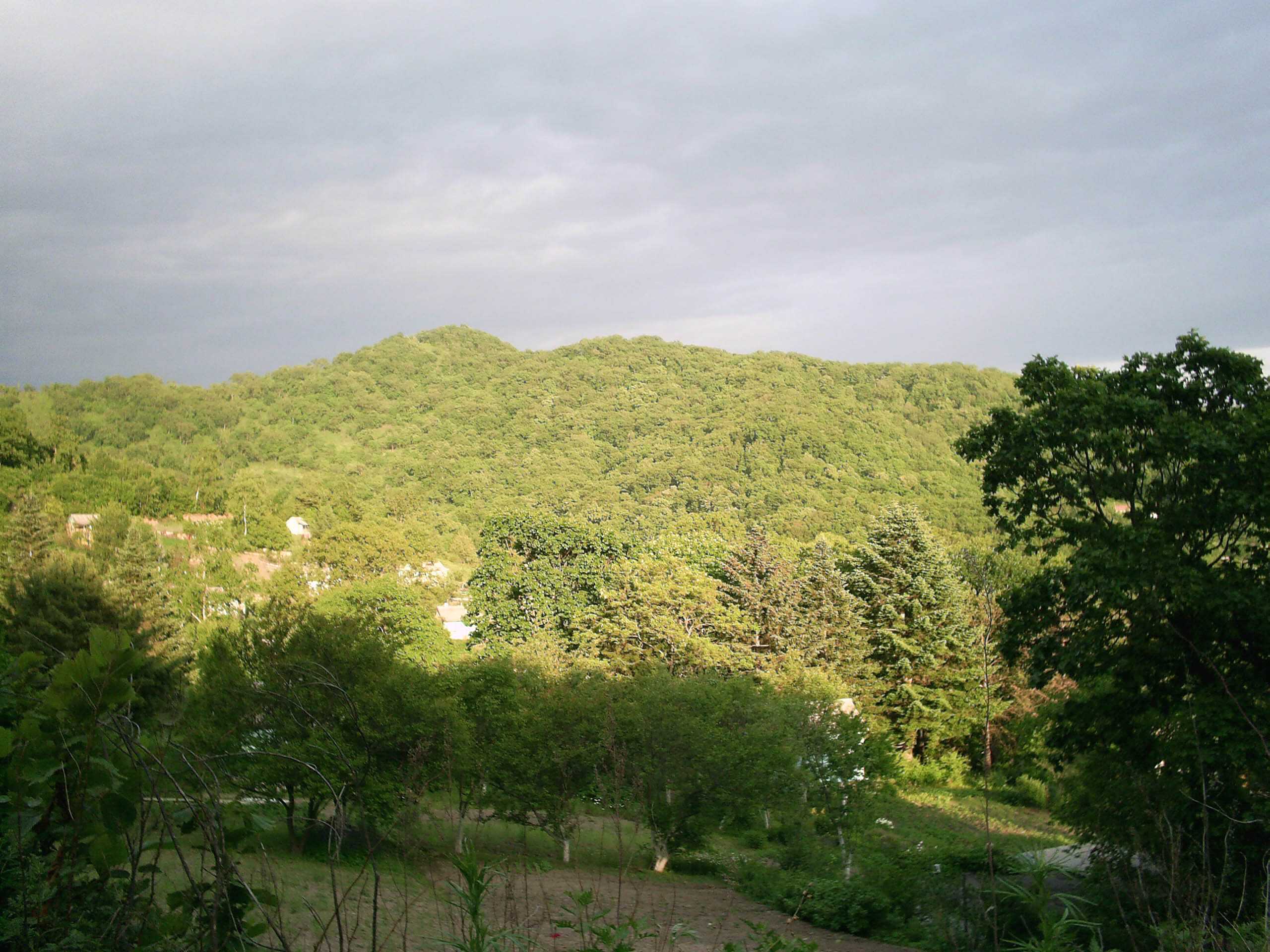
Góry Sichote-Aliń, miejsce upadku meteorytu.

O godzinie 10:38 czasu miejscowego na niebie, według relacji świadków, pojawił się bolid tak jasny, że tworzył w ciągu dnia wyraźne cienie. Na początku wyglądał jak jasna gwiazda, lecz potem zmienił się w oślepiająco jasną kulę ognia sypiącą iskrami, przybierając z czasem wydłużony kształt. Tor ruchu bolidu przebiegał z północy na południe. W trakcie przelotu przez ziemską atmosferę meteoryt rozpadł się kilkakrotnie, tworząc deszcz meteorytowy. Elipsa rozsiania deszczu meteorytowego miała wymiary 4 km na 12 km, a oś elipsy przebiegała z NNW na SSE. Przelot bolidu widoczny był nawet z odległości 400 km i trwał nie dłużej jak 4–5 sekund. Po zaniku efektów świetlnych dało się słyszeć odgłosy podobne do wybuchów lub wystrzałów ciężkich dział. Po wybuchach jeszcze przez kilka minut słychać było długotrwały, donośny gruchot i łoskot. Ślad po przelocie meteorytu, w postaci smugi dymu o czerwono-różowym odcieniu, widoczny był jeszcze przez cały dzień.

## Badania meteorytu
Trzy dni po upadku meteorytu rejon spadku był już przeszukiwany przez radzieckie samoloty. Na tle śniegu widoczne były wyraźnie ciemne, wydłużone kratery. Pierwszy na miejsce dotarł geolog F.K. Szypulin. Pierwsza ekspedycja naukowa pod kierownictwem W.G. Fiesenkowa, ówczesnego przewodniczącego Komitetu Meteorytowego Akademii Nauk ZSRR, wyruszyła z Władywostoku 22 kwietnia 1947 roku. Na miejsce spadku dotarli 26 kwietnia. Ekspedycja wróciła do Władywostoku 22 maja i zebrała w sumie ok. 4 tony fragmentów meteorytu. Później zorganizowano jeszcze piętnaście wypraw naukowych. Zebrano ogółem ok. 27 ton materii meteorytowej. Największy fragment ważył 1745 kg, a najmniejszy 0,18 g. Naliczono 122 kratery, z których największy miał średnicę 20 m i głębokość 6 m. Ocenia się, że całkowita masa meteorytu wynosiła ok. 70 ton.

## Budowa meteorytu
Meteoryt Sikhote-Alin jest meteorytem żelaznym. Wiele jego okazów ma na powierzchni regmaglipty. W skład chemiczny meteorytu wchodzą: żelazo 93,5%, nikiel 5,27%, kobalt 0,47%, fosfor 0,20% i śladowe ilości siarki. Wewnątrz występują duże ziarna kamacytu poprzedzielane cienkimi paskami taenitu. Struktura wewnętrzna nie jest mocno spojona, co tłumaczyć może rozpad meteorytu w atmosferze. Małe fragmenty meteorytu mogą zawierać tylko kamacyt.

## Meteoryt Sikhote-Alin w polskich zbiorach
- Obserwatorium Astronomiczne Uniwersytetu Jagiellońskiego
- Olsztyńskie Planetarium i Obserwatorium Astronomiczne
- Muzeum Wydziału Geologii Uniwersytetu Warszawskiego
- Zakład Mineralogii i Petrografii Uniwersytetu Wrocławskiego
- Obserwatorium Astronomiczne w Radomiu[2]
- Woreczko & Wadi Meteorites Collection[3]

Ze względu na swoją popularność okazy tego meteorytu znajdują się w niemal wszystkich kolekcjach meteorytów. Duża masa spadku, tysiące okazów i przystępna cena sprawiają, że większość kolekcjonerów zaczyna swoją przygodę z meteorytami, właśnie od zakupu okazu Sikhte-Alin.